# Torma József (történész)
Csicsókeresztúri Torma József (Dés, 1801. március 29. – Csicsókeresztúr, 1864. január 19.) történész, megyei királyi pénztárnok és országgyűlési képviselő, Torma Károly és Torma Zsófia régészek édesapja.

## Élete
Szülei Torma Mihály és Mózes Judit. Tanulmányait Kolozsváron végezte, 1822-ben tett szigorlatot jogból. Ezután előbb az erdélyi kormányszékhez, utána a marosvásárhelyi királyi táblához került. Egy időre visszavonult és gazdálkodással foglalkozott, de 1832-ben már Belső-Szolnok vármegyének főjegyzője és pénztárnokaként működött. Az erdélyi országgyűlésen több alkalommal is képviselte pártját 1834 és 1848 között. 1848-ban képviselő volt a pesti nemzetgyűlésen. Gyakran végzett régészeti feltárásokat Csicsókeresztúr környékén, ő kedveltette meg a régészetet gyermekeivel.

## Munkái
- Oklevelészeti naptár. (Calendarium Diplomaticum). A középkori, főleg hazai oklevelekben előforduló keltek meghatározására dolgozva és összeállítva. A szerző halála után kiadta Torma Károly. Kolozsvár, 1879. (1852. írta fia számára, Weldenbach és Grotefend munkáit megelőzve.)

### Kéziratban
Belső-Szolnok vármegye története; Genealogiai táblák, két kötet, és Historico-diplomatikai lexikon.